# Brechschraube
Eine Brechschraube diente ab dem 16. Jahrhundert entweder dem mechanischen Auseinanderbrechen von Mauern, zum Schleifen von Befestigungsanlagen oder dem Aufsprengen von Türen.

## Historischer Hintergrund
1553/54 entwickelte der Nürnberger Schraubenmacher Lienhard – manchmal auch Bernhard oder Leonhard – Danner (* 1497 oder 1498; † 1585 in Nürnberg) eine besondere "Brechschraube", mit der man Mauern mechanisch auseinanderbrechen und zum Einsturz bringen konnte. Damit sollte die bisher sehr aufwändige und kostspielige Schleifung der Mauern von Burgen und Festungen erleichtert werden. Konkreter Anlass waren die Auseinandersetzungen Nürnbergs mit Markgraf Albrecht Alcibiades von Brandenburg-Kulmbach im Zweiten Markgrafenkrieg. Der Erfolg der Brechschraube war so groß, dass Danner Aufträge für zahlreiche Schrauben erhielt, die sich in der Folge in den Inventaren vieler Zeughäuser deutscher Fürsten und Städte fanden. Nach ihrem Entstehungsort wurde Danners Erfindung auch Nürnberger Schraube genannt.

## Aussehen und Wirkung
Die Brechschraube wird in ihrer Funktion oft falsch verstanden und als "Belagerungsmaschine" bezeichnet. Tatsächlich aber kann sie erst innerhalb einer Befestigung, also im Frieden oder nach einer Belagerung, angewendet werden. Im Prinzip ist die Brechschraube ein überdimensionaler, mobiler Schraubstock, dessen eines Ende gegen einen unbeweglichen Widerstand (Felsen, in den Boden gerammte Pfähle etc.) gelehnt wird und dessen anderes Ende gegen die einzureißende Mauer drückt. Kernstück der Apparatur ist eine Schraubenspindel, die während des Drehens immer mehr Druck auf die Mauer ausübt und sie so zum Einsturz bringen soll. Die Idee für dieses Gerät kam Danner beim Bau von Druckerpressen in Nürnberg. Tatsächlich sollen bis zu fünf Meter dicke Mauern damit eingeworfen worden sein. Eine Abbildung dieses Werkzeugs findet sich in der 1589 der "Architectura von Festungen" des Straßburger Festungsbaumeisters Daniel Specklin.
Neben den übergroßen Versionen dieser Schraube entwickelte Danner kleinere Brechschrauben speziell zum Aufbrechen der Schlösser an Türen und Toren.
Noch heute erinnert man in Nürnberg an den Erfinder Leonhard Danner, der mit seiner Brechschraube im 16. Jahrhundert große Berühmtheit erlangte.
Originale, Kopien oder Pläne von Danner´schen Brechschrauben finden sich auf Schloss Ambras und im Hohenzollernmuseum auf der Plassenburg.